# Daniel Wass
Daniel Wass (født 31. maj 1989) er dansk professionel fodboldspiller, der spiller for den danske Superliga-klub Brøndby IF.
Wass kan spille flere forskellige positioner på banen, blandt andet central midtbane, højre back og højre fløj.

## Klubkarriere
Wass spillede oprindeligt for Brøndby IF, hvorfra han i sommeren 2011 skiftede til S.L. Benfica på en femårig kontrakt. Han blev hurtigt udlejet til Evian uden at have spillet kampe for Benfica. I starten havde han svært ved at spille sig ind på holdet, men efter flere gode præstationer skrev han efter en sæson i Evian under på en permanent aftale.
I juni 2015 skiftede han fra Evian til Celta de Vigo på en femårig kontrakt, og tre år senere skiftede han til Valencia CF på en fireårig kontrakt.
I Januar 2022 forlod han Valencia CF, til fordel for storklubben Atlético Madrid. En skade, i hans debut, satte en stopper for hans fremtid I klubben.
Den 12. august 2022 skiftede Wass tilbage til hans gamle klub Brøndby IF for et beløb, der i medierne blev anslået til 13 millioner kroner. Han fik samtidig en 3-årig kontrakt frem til sommeren 2025.

## Landsholdskarriere
Han spillede i alt 44 kampe på de danske ungdomslandshold, flest på U-17- og U/21-holdene.
Han fik i februar 2011 landsholdsdebut i en venskabskamp mod England i Parken. Han har siden spillet en række landskampe, men var ikke med ved VM-slutrunden 2018. Til gengæld var han med i den danske trup ved EM-slutrunden 2020 (afholdt i 2021). Her spillede han alle Danmarks kampe, undtagen ottendedelsfinalen mod Wales, hvor han var syg. 7. november 2022 satte Kasper Hjulmand ham på den danske liste til at spille VM i Qatar. Han fik dog ingen minutter til slutrunden og har ikke spillet på landsholdet siden da, noget han beskrev som en stor skuffelse.

## Personlige forhold
Han er fætter til fodboldspilleren Nicki Bille Nielsen og har investeret i den digitale platform InchByInch.